# Daniel (Juźwiuk)
Daniel, imię świeckie Nikołaj Porfirjewicz Juźwiuk (ur. 2 października 1880 w Dmitrowiczach, zm. 27 sierpnia 1965 w Odessie) – rosyjski biskup prawosławny.

## Życiorys
Był synem cerkiewnego psalmisty. Jego brat Władimir Juźwiuk także został kapłanem prawosławnym, był także deputowanym do IV Dumy Imperium Rosyjskiego. Nikołaj Juźwiuk ukończył prawosławne seminarium duchowne w Wilnie jako jeden z najlepszych słuchaczy. Od 1905 do 1913 był nadzorcą i bibliotekarzem w męskiej szkole duchownej w Wilnie. W 1913 ukończył kursy prowadzone przez Ministerstwo Sprawiedliwości i został naczelnikiem ziemskim powiatu lidzkiego, a następnie wileńskiego. W 1918 wyjechał do Woroneża, zaś w 1920 zamieszkał w Charkowie. W 1922, korzystając z prawa repatriacji urodzonych na dawnych ziemiach zachodnich Imperium Rosyjskiego (ziemie zabrane) wyjechał do II Rzeczypospolitej i zamieszkał w Wilnie. Od września 1924 pracował w seminarium duchownym w Wilnie jako kierownik internatu, asystent inspektora (od 1925), wychowawca (od 1927) i bibliotekarz (od 1928). Cieszył się znacznym szacunkiem seminarzystów.
Po wcieleniu Wilna w granice Litwy Nikołaj Juźwiuk został sekretarzem metropolity wileńskiego i litewskiego Eleuteriusza i starostą parafii przy monasterskiej cerkwi Świętego Ducha w Wilnie. Po śmierci metropolity Eleuteriusza w grudniu 1940, nowy metropolita wileński, egzarcha Krajów Bałtyckich Sergiusz przekonał go do przyjęcia święceń duchownych, by mógł objąć katedrę biskupią. 1 kwietnia 1942 Nikołaj Juźwiuk został wyświęcony na diakona, 4 kwietnia – na kapłana, zaś 12 kwietnia złożył wieczyste śluby mnisze z imieniem Daniel. 26 kwietnia 1942 przyjął chirotonię na biskupa kowieńskiego, wikariusza eparchii wileńskiej i litewskiej, po czym wyjechał do Kowna. W kwietniu 1942 razem z metropolitą Sergiuszem oraz biskupami ryskim Janem i narewskim Pawłem brał udział w zebraniu biskupów prawosławnych krajów bałtyckich, w czasie którego hierarchowie, pod przymusem sytuacji, wyrazili lojalność wobec niemieckich władz okupacyjnych, jak również zaprzestali publicznych modlitw za metropolitę moskiewskiego Sergiusza, chociaż nie ogłosili opuszczenia jego jurysdykcji.
Po zamordowaniu metropolity Sergiusza 23 kwietnia 1944, zgodnie z jego wyrażoną wcześniej wolą, biskup Daniel ogłosił się locum tenens eparchii wileńskiej i litewskiej oraz zastępcą egzarchy Krajów Bałtyckich. Władze niemieckie nie zgodziły się na objęcie przez niego katedry i w lipcu 1944 uwięziły go w obozie Fridrichswalde, przeznaczonego dla kapłanów. W maju 1945 został uwolniony przez wojska amerykańskie. Postanowił nie emigrować na zachód, lecz osiedlił się w Czechosłowacji. W październiku 1945, po spotkaniu z arcybiskupem orłowskim i briańskim Focjuszem, zdecydował się na przyjazd do ZSRR i udał się tam w końcu tego samego roku. Święty Synod Rosyjskiego Kościoła Prawosławnego mianował go biskupem pińskim i brzeskim. Jeszcze w tym samym roku, po zmianie granic eparchii, jego tytuł uległ zmianie na biskup piński i łuniniecki, zaś w grudniu 1948 – na biskup piński i poleski. Zorganizował w Pińsku kursy przygotowujące do święceń kapłańskich oraz do wykonywania obowiązków psalmisty cerkiewnego. 
24 marca 1950 został aresztowany pod zarzutem prowadzenia agitacji antyradzieckiej, a w grudniu tego samego roku uznany za winnego i skazany na 25 lat łagru. Karę odbywał w obozie Oziornym (obwód irkucki), został zwolniony po pięciu latach na mocy amnestii. Jako biskup w stanie spoczynku zamieszkał w Izmaelu, służył w miejscowym soborze. W 1964 Święty Synod polecił mu osiedlenie się w monasterze Zaśnięcia Matki Bożej w Żyrowiczach, lecz biskup Daniel zamieszkał zamiast tego w żeńskim monasterze św. Michała Archanioła w Aleksandrowce (obwód odeski). Tam też zmarł i został pochowany.